# Тирах
Тирах (в византийских источниках — Tyrach, также Tirakh или Tirek) — хан печенегов середины XI века. Известен как один из главных участников восстания печенегов против Византии в 1048–1053 годах. Сын печенежского князя Килдаря.

## Биография
К XI веку печенеги кочевали 13 племенами между Днепром и Дунаем. По сообщению Аль-Бакри, около 1009 года они приняли ислам, а племена Тираха исповедовали ислам к началу XI века. Несмотря на проповеди христианства среди части печенегов (в частности, несторианства и миссий Бруно Кверфуртского), в окружении Тираха преобладала мусульманская вера.
Около 1048 года между Тирахом и его военачальником Кегеном возник конфликт. Кеген с 20 000 сторонниками перешёл на Византийскую службу и получил должность Патриция. С согласия императора Константина IX Мономаха он получил задание охранять границу, но вместо этого продолжил нападать на Тираха.
Тирах, утомленный набегами Кегена, обратился к императору. Ссылаясь на мирный договор, когда-то заключенный Византийцами с Печенежской ордою, хан требовал, чтобы Мономах отказал в покровительстве перебежчику Кегену, или по крайней мере запретил ему переходить на другую сторону Дуная и вредить печенежским кочевникам, до сих пор уважавшим границы империи. Если этого не будет исполнено, то варвар грозил разрывом союзного договора и внесением тяжкой войны в пределы империи.Константин Мономах, довольный раздором, который укреплялся при его содействии среди Печенежских Орд, громко засмеялся в лицо послам Печенежского хана и гордо отверг их требование. Правитель придунайских городов Михаил и перебежчик Кеген получили приказание внимательно наблюдать за переправами на Дунае. Сто морских судов были отправлены Черным морем в устья Дуная, чтобы вместе с конными разъездами поселенных Печенегов сторожить движения Тираха и, в случае нужды, препятствовать его переходу на болгарский берег реки. Тирах, глубоко раздраженный, с нетерпением ожидал удобного времени.
Вскоре Тирах предпринял масштабное вторжение в империю, перейдя замёрзший Дунай. Византийские источники завышали численность печенегов до 800 000. Однако в лагере кочевников началась дизентерия из-за непривычной еды, и армия Тираха была разбита объединёнными византийско-печенежскими войсками Кегена. Сам Тирах в 1048 году попал в плен, а часть его соплеменников переселили в Мёзию.

## Сражения
Весной 1049 года, когда византийская армия направлялась на восток в поход против сельджуков, часть печенегов, поселённых в империи, восстала. Император освободил Тираха, поклявшегося подавить мятеж. Тирах и его сторонники забыли свои обещания, отреклись от христианского креста, на котором клялись, и от самого крещения. Византийцы увидели Тираха во главе печенежской конницы, когда их полки собрались, и дело дошло до борьбы в открытом поле. Ополчения «восточных» округов под главным начальством евнуха Никифора, который был некогда домашним священником у Мономаха, потом покинул служение алтарю ради мирского славолюбия и носил теперь звание ректора и стратопедарха, и сверх того отряды наемных Франков с их предводителем Ерве прибыли из Азии. Через так называемый Железный запор (клисура) Византийцы перешли за Балканы и расположились в местности, носившей название Диакене неподалеку от Ста-Холмов, где были главные становища Печенегов. В битве при Диакене Тирах одержал победу над Византийцами.
В том же году войско Тираха нанесло поражение византийской армии под командованием доместика Запада Константина Арианита в сражении у города Ямбол во Фракии. Причиной поражения византийцев называют стратегические ошибки — армия вступила в бой сразу после марша, не отдохнув и не укрепив лагерь.